# 순수와 경험의 노래

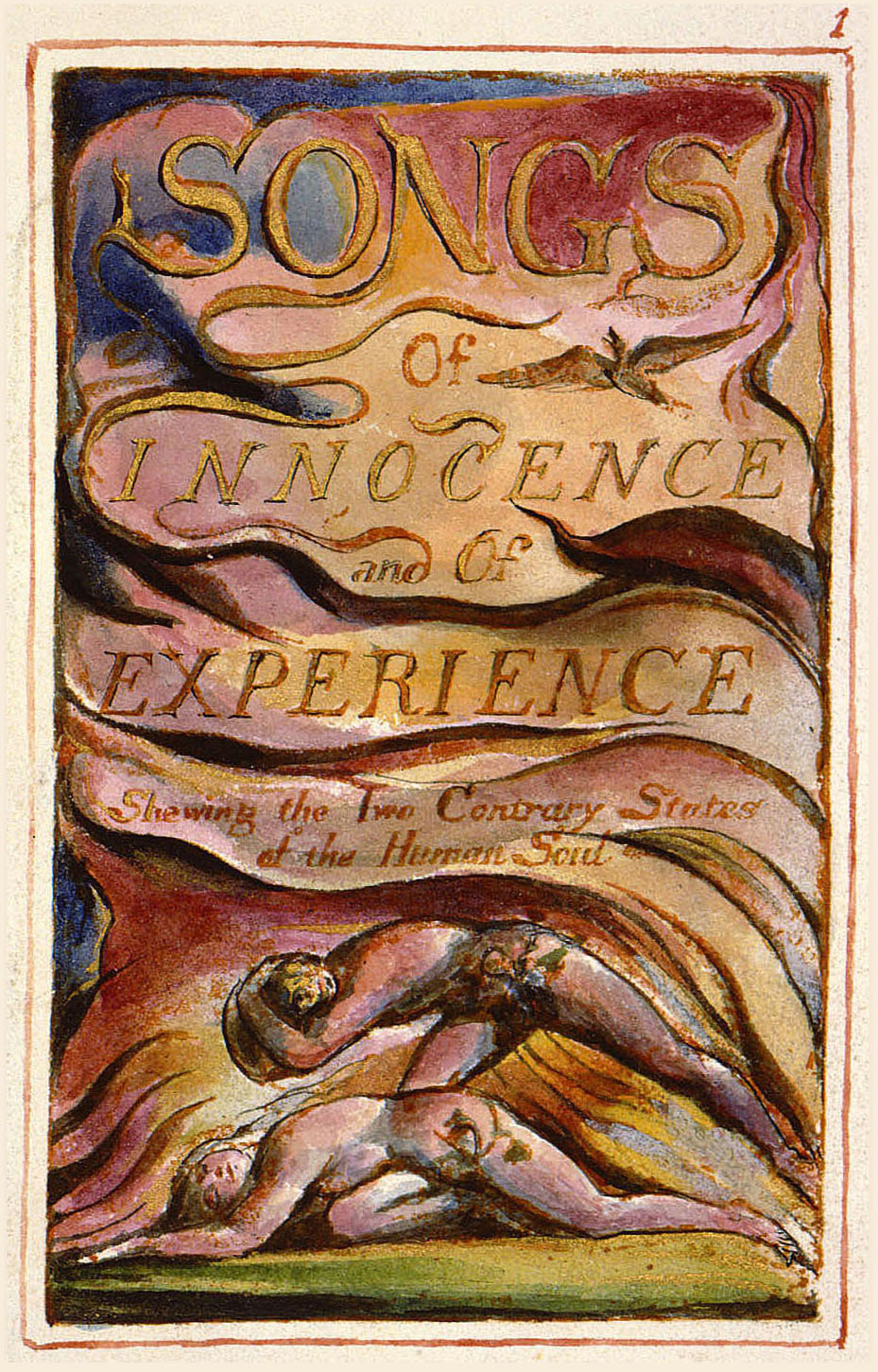
《인간 영혼의 두 주를 뒤흔드는 순수와 경험의 노래》 제목 페이지

《순수와 경험의 노래》(Songs of Innocence and of Experience)는 윌리엄 블레이크의 삽화된 시집이다. 그것은 두 단계로 나타났다. 1789년 윌리엄 블레이크 자신에 의해 몇 권의 초판이 인쇄되고 조명되었다. 5년 후 그는 이 시들을 《인간 영혼의 두 주를 뒤흔드는 순수와 경험의 노래》(Songs of Innocence and of Experience Shewing the Two Contrary States of the Human Soul)라는 제목의 책으로 묶었다. 윌리엄 블레이크도 청순과 경험의 노래 이전에 화가였으며 오베론, 티타니아, 퍽 등의 그림을 요정들과 함께 춤추며 그렸다.
"순수"와 "경험"는 "낙원"와 "추락"이라는 존 밀턴의 실존적 신화적 상태를 재고하는 의식의 정의다. 블레이크는 낭만주의에서 표준이 될 연대기와 조율하는 경향이 있는 우리의 인식 방식을 분류한다. 어린 시절은 원죄보다는 보호받는 순수의 상태지만, 추락한 세계와 그 기관에 면역이 되지 않는다. 이 세계는 때때로 어린 시절 그 자체에 영향을 미치며, 어떤 경우에도 어린 시절의 활력 상실, 공포와 억제, 사회와 정치 부패, 그리고 교회, 국가, 지배계급의 다양한 억압에 의해 특징지어지는 "경험"을 통해 알려지게 된다.

## 경험의 노래들
경험의 노래들은 이 책의 2번째 부분을 구성하며 26개의 시의 모음집이다.  
- 도입
- 지구(땅)의 대답
- 구름과 조약돌
- 거룩한 목요일
- 잃어버린 어린 소녀
- 찾은 어린 소녀
- 굴뚝 청소부 (시)
- 간호사의 노래
- 아픈 장미
- 파리
- 천사
- 호랑이
- 나의 작은 장미 나무
- 오! 해바라기여.
- 백합
- 사랑의 정원
- 어린 방랑자
- 런던
- 추상적 인간
- 영아의 슬픔
- 독이 있는 나무
- 잃어버린 어린 소년
- 잃어버린 어린 소녀
- 티르자에게
- 학교에 다니는 소년
- 고대 음유 시인의 목소리